# Фабиньо (футболист, 1993)
Фабио Энрике Таварес (порт. Fábio Henrique Tavares; род. 23 октября 1993 года в Кампинасе), более известный как Фабиньо (порт. Fabinho) — бразильский футболист, полузащитник клуба «Аль-Иттихад». Выступал за национальную сборную Бразилии.

## Клубная карьера
Фабиньо начинал свою карьеру в родной Бразилии, его первым клубом была скромная «Паулиния», а позднее он перебрался в именитый «Флуминенсе».
В сезоне 2012/13 молодой игрок присоединился к португальскому «Риу Аве» и сразу же отправился на правах аренды во вторую команду мадридского «Реала», «Кастилью». В составе «Кастильи» Фабиньо дебютировал 17 августа 2012 года в матче против «Вильярреала».
8 мая 2013 года он дебютировал в составе «Реала» в матче против «Малаги» и отдал голевую передачу на Анхеля Ди Марию, который забил шестой гол мадридцев в этом поединке.

### «Монако»
Летом 2013 года Фабиньо перебрался в стан «Монако». Там был впервые заигран на позиции опорного полузащитника. В «Монако» он выиграл чемпионат Франции в сезоне 2016/17. А в 2017 году, когда многие звёздные игроки покинули клуб, Фабиньо стал настоящим лидером команды.

### «Ливерпуль»
Проведя пять лет в составе монегасков, Фабиньо 28 мая 2018 года перешёл в «Ливерпуль»[7] за 45 миллионов евро.
7 июля 2018 Фабиньо дебютировал в составе «Ливерпуля» в товарищеском матче против «Честера». Первое результативное действие за «Ливерпуль» он сделал в матче 17-го тура АПЛ против «Манчестер Юнайтед», отдав голевую передачу. 26 декабря 2018 года Фабиньо забил свой дебютный гол в составе «Ливерпуля». Это произошло в матче 19-го тура АПЛ против «Ньюкасл Юнайтед», тогда «Ливерпуль» выиграл со счётом 4:0.
В сентябре 2021 года стало известно, что ФИФА дисквалифицировала игрока на 5 дней из-за того, что клуб не отпустил его на матчи Бразилии в рамках отборочного турнира чемпионата мира-2022.

## Карьера в сборной
За молодёжную сборную Бразилии Фабиньо дебютировал в 2012 году, провёл шесть матчей.
В 2015 году Фабиньо был вызван в сборную на товарищеские игры против сборной Коста-Рики и сборной США. За три года он провёл только 4 игры за сборную.
В 2018 году он не попал в заявку сборной на ЧМ, который проходил в России.

## Достижения
«Монако»
- Чемпион Франции: 2016/17

«Ливерпуль»
- Чемпион Англии: 2019/20
- Обладатель Кубка Англии: 2021/22
- Обладатель Суперкубка Англии: 2022
- Победитель Лиги чемпионов УЕФА: 2018/19
- Обладатель Суперкубка УЕФА: 2019
- Обладатель Кубка Футбольной лиги: 2021/22

Сборная Бразилии
- Финалист Кубка Америки: 2021